# Raymond Koechlin
Raymond Koechlin, prononcé ke'klɛ̃, né le 6 juillet 1860 à Mulhouse et mort le 9 novembre 1931 à Paris, est un journaliste, qui dirigea le service de politique étrangère du Journal des débats de 1887 à 1902, et collectionneur français.
À partir de 1895, il commence à collectionner l'art de l'Extrême-Orient et l'art musulman, ainsi que les tableaux des maîtres du XIXe siècle, tels que Delacroix, Van Gogh, Manet, Renoir, Monet, Degas ; il lèguera ces œuvres à des musées français après sa mort.

## Biographie

### Jeunesse et études
Raymond Koechlin nait le 6 juillet 1860, à Mulhouse, d’Alfred Kœchlin et d’Emma Schwartz.
En 1872, son père, chassé de Mulhouse par les Allemands, s’installe à Belfort avec sa famille. Puis les Koechlin-Schwartz « montent » à Paris ; Raymond Kœchlin fait ses études secondaires au lycée Condorcet, puis continue ses études au collège Sainte-Barbe.
En 1884, il est diplômé de l’École libre des sciences politiques et licencié ès-lettres.

### Parcours professionnel
Il entre alors comme journaliste au Journal des débats où il assure le bulletin de politique étrangère. Il donne également un cours à Sciences Po sur « la politique française au Congrès de Rastadt ».
Le 22 décembre 1888, il épouse, à Paris, Hélène Bouwens van der Boijen, fille de l'architecte William Bouwens van der Boijen.
Jusqu'en 1894, il continue à travailler au Journal des débats.
Le 5 février 1895, son père Alfred Koechlin-Schwarz meurt à Antibes. La fortune qu'il laisse à son fils permet à celui-ci d'arrêter de travailler dans le journalisme pour se consacrer à la « conservation du patrimoine ». Le 15 juin de la même année, sa femme Hélène meurt ; il a du mal à surmonter ce drame personnel.
En 1896, Raymond Koechlin se voit attribuer la chaire d’Histoire diplomatique à l’École libre des sciences politiques.
Il participe à la fondation de la « Société des amis du Louvre », dont, en 1899, il est nommé secrétaire général. Cette même année, il publie son ouvrage de référence, La sculpture à Troyes, en Champagne méridionale au XVIe siècle avec son ami Jean-Joseph Marquet de Vasselot, conservateur au musée du Louvre.
Le 29 mai 1911, sa mère, Emma Koechlin-Schwartz, meurt.
Il s'emploie activement pour retrouver La Joconde lors du vol de celle-ci, le 21 août 1911 ; elle sera retrouvée finalement en janvier 1914 à Florence.
Pendant la Première Guerre mondiale, la « Société des amis du Louvre » est mise en sommeil ; Raymond Kœchlin s'occupe alors essentiellement d'activités d'assistance aux soldats.
En 1918, à la fin de la Grande Guerre, la Société des Amis du Louvre reprend son activité, et, grâce à Raymond, le Louvre peut acquérir L'Atelier du Peintre de Courbet.
En 1922, Raymond Koechlin est élu président du Conseil des Musées nationaux (il reste en poste jusqu'en  1932). Le portrait de Stéphane Mallarmé par Édouard Manet entre au musée du Louvre avec, bien entendu, le soutien financier de la « Société des amis du Louvre » présidée par Raymond Koechlin.
La même année, il publie ses mémoires (partielles), Souvenir d’un vieil amateur d'art d'Extrême Orient.
Le 9 novembre 1931, Raymond Koechlin meurt.

### Collections d'art
Raymond Koechlin avait en particulier dans ses collections d'objets d'art : 
- Beaucoup d’objets musulmans, et d'objets japonais (musée Guimet) ;
- Faïences et porcelaines (« Pont-au-Choux » du musée des Arts décoratifs) ;
- Primitifs italiens : Vierge et l’Enfant de Neroccio di Bartolomeo (au musée du Louvre) ;
- Impressionnistes: nombreux dessins au Cabinet des dessins du Louvre : Degas, Delacroix, Piot, Guys, Raffet ;
- Toiles impressionnistes au musée d’Orsay : Les Roulottes de Van Gogh, Portrait de Claude Monet par Renoir, Portrait de Madame Monet par Monet ;
- Nombreux ivoires chinois, médiévaux, etc.

### Écrits
- Jean-Joseph Marquet de Vasselot, La Sculpture à Troyes et dans la Champagne méridionale au 16e s. : étude sur la transition de l'art gothique à l'italianisme, Paris, A. Colin, 1900.
- La Sculpture belge et les influences françaises aux XIIIe et XIVe siècles, Paris, 1903.
- Quelques ivoires gothiques français connus antérieurement au XIXe siècle, Paris, H. Champion, 1911.
- Quelques noms d'ivoiriers des XIVe et XVe siècles, Paris, 1913.
- T. Hayashi, Courbevoie : Impr. de E. Bernard, extrait du Bulletin de la Société franco-japonaise, décembre 1906, N° V.
- Les Céramiques musulmanes de Suse au musée du Louvre…, Paris, P. Geuthner, 1928.
- Eugène Mutiaux Paris, 1933.

## Pour approfondir